# Хип-хоп Среднего Запада
Мидвест-рэп (англ. Midwest hip-hop) — направление в хип-хоп-музыке, представленное исполнителями родом из центральных штатов США. В отличие от хип-хопа Западного и Восточного побережий, а также хип-хопа южных штатов, мидвест-рэп имеет несколько составляющих. Взлёт его популярности в 1990-х связан с деятельностью таких групп или исполнителей, как Bone Thugs-N-Harmony (Кливленд), Twista (Чикаго), Tech N9ne (Канзас-Сити), а также детройтских хорроркор-групп Insane Clown Posse, Twiztid и D12. Эти артисты подняли уровень мидвест-сцены на один уровень с западным и восточным хип-хопом. В наши дни мидвест-рэп подвержен влиянию мейнстрима; такие рэперы, как Эминем, Канье Уэст или Common, являются одними из популярнейших исполнителей нашего времени.

## Особенности стиля
Мидвест-рэп нельзя назвать цельным, неделимым направлением в хип-хоп-музыке, так как этим понятием связывается несколько стилей (названия стилей соответствуют названиям штатов, в которых они базируются). Однако у них есть и общая черта: темпы в треках мидвест-рэпа колеблются в пределах 90-180 (для сравнения: треки в стиле Запада имеют диапазон 100—120, в стиле Востока — 90-120, Юга — 80-110). Атмосфера в треках обычно мрачная, часто присутствуют сцены убийства или насилия.

## Мичиган
К началу 90-х в Детройте образовалась оживлённая андеграундная хип-хоп сцена. В городе постоянно проходили рэп-баттлы, и их наиболее удачливые и талантливые участники не стали добиваться подписания контрактов с крупными лейблами, а начали сами создавать свои звукозаписывающие студии. Примером может служить основанный рэпером Esham лейбл Reel Life Productions, или принадлежащая лидеру группы Insane Clown Posse Violent J студия Psychopathic Records. Esham, Insane Clown Posse и Kid Rock стали первыми представителями детройтской хип-хоп сцены, добившимися большой популярности в США. Kid Rock включал в свою музыку элементы рока, и являлся одним из популяризаторов жанра рэп-рок.
После выхода в 1996 году альбома Fantastic, Vol. 1 известность получила группа Slum Village. Её диджей J Dilla стал приглашаться для продюсирования работ таких исполнителей, как Common и A Tribe Called Quest.
В конце 90-х большого успеха на музыкальном поприще достиг детройтский рэпер Эминем, которого после выхода его пластинок Infinite и Slim Shady EP заметили продюсеры Aftermath Entertainment, в частности, известный рэпер Dr. Dre. Первый студийный релиз Эминема The Slim Shady LP сделал его звездой американского масштаба, а выпущенный в следующем 2000 году The Marshall Mathers LP стал самым быстрораспродаваемым альбомом в мире хип-хопа, побив рекорд рэпера Snoop Dogg и закрепив Эминему прочное место в мире мейнстрима.
Благодаря взлёту популярности Эминема особое внимание его публика стала обращать на группу D12, основанную рэпером Proof в 1996 году. Её альбомы Devil's Night и D12 World получили статус мультиплатиновых, а выпускающая их студия Shady Records, основанная Эминемом как дочерний лейбл Aftermath’а, стала привлекать внимание к себе после подписания контракта с Obie Trice и 50 cent. Позже с ней стали подписывать контракты и другие рэперы (Yelawolf, Slaughterhouse), а в июне 2011 на ней был выпущен альбом дуэта Bad Meets Evil Hell: The Sequel.
В настоящее время в Детройте появляется все больше рэперов, таких как Big Sean, или Trick-Trick, которого называют королём андеграундной сцены Детройта.

## Иллинойс
В Чикаго сложился своеобразный стиль хип-хоп-музыки, отличительной чертой которой является так называемое «фаст флоу». Это относится по большей части к андеграундной сцене. Чикаго является родиной многих быстрочитающих рэперов, из которых самым известным является Twista.
Некоторые хип-хоп-исполнители родом из Чикаго пожертвовали скоростью речитатива в треках в пользу интересного, мягкого звучания битов. Одним из таких рэперов, добившимся большой популярности, является Common. Однако наибольшую известность имеет Канье Уэст, основатель звукозаписывающего лейбла GOOD Music, участник дуэта The Throne и бывший артист лейбла Roc-A-Fella Records. В 2006 году, с выпуском альбома Food&Liquor, в мейнстриме утверждается Lupe Fiasco.
Однако андеграундная сцена Чикаго тоже имеет своих ярких представителей. Снятый в 2009 году фильм I Am Hip Hop: The Chicago Hip Hop Documentary описал историю развития андеграунда Чикаго в 2004—2009 годах.

## Кливленд
В начале 1990-х «крестный отец гангста-рэпа» Eazy-E подписал на свой лейбл Ruthless Records (в Комптоне) пятерых рэп-исполнителей из Кливленда — Flesh-N-Bone, Bizzy Bone, Krayzie Bone, Layzie Bone и Wish Bone. Вместе они образовали группу Bone Thugs-N-Harmony, которая получила признание широкой аудитории за свой неповторимый стиль, заключающийся в сочетании быстрого, агрессивного речитатива, мягкого вокала и западного звучания. Альбомы группы The Art of War впервые в истории мидвест-рэпа добился платинового статуса; всего по США было продано более 40 миллионов копий альбомов. Группа записывала хиты со звёздами Западного и Восточного побережий — Тупаком (Thug Love), Eazy-E (Foe tha Love of $), Big Pun (When I Die), The Notorious B.I.G. (Notorious Thugs). «Боны» конфликтовали со многими рэперами в 90-х — Twista, Tha Dogg Pound, Three 6 Mafia и другими.
Кливленд является родиной и других известных за рубежом рэперов — Kid Cudi, Machine Gun Kelly и др.

## Канзас-Сити
Хип-хоп-сцена в штате Миссури известна в основном по артистам лейбла Strange Music, в число которых входят Krizz Kaliko, Kutt Calhoun, Big Scoob и, конечно же, Tech N9ne — основатель и совладелец лейбла, обладатель неповторимой манеры речитатива, «король андеграунда», как его называют в Соединенных Штатах.
Также из рэперов Канзас-Сити следует выделить Mac Lethal, а также Fat-Tone, записывавшегося со многими популярными калифорнийскими исполнителями — Messy Marv, Mac Dre и др.